# Valentin Serov

Zelfportret

Valentin Aleksandrovitsj Serov (Russisch: Валентин Александрович Серов) (Sint-Petersburg, 19 januari [O.S. 7 januari] 1865 - Moskou, 5 december [O.S. 22 november] 1911) was een Russisch kunstschilder die tot de stroming van de Zwervers behoorde.

## Leven en werk
Serov was de zoon van componist Aleksandr Serov. Hij werd vooral beïnvloed door zijn leermeester Ilja Repin, zijn vriend Michail Vroebel en de kring van kunstenaars die in Abramtsevo bijeenkwamen. Serov concentreerde zich op het maken van portretten. Daarbij waren de kunstenaars uit zijn omgeving zijn favoriete modellen; bekende portretten zijn bijvoorbeeld van de landschapsschilder Isaak Levitan, de schrijver Nikolaj Leskov en componist Nikolaj Rimski-Korsakov (alle te zien in de Tretjakovgalerij).
Serov werd zeer populair, en kreeg opdrachten uit de hoogste kringen. Zo schilderde hij het portret van groothertog Pavel Aleksandrovitsj. Tegelijkertijd begon Serov ook aandoenlijke tafereeltjes van vooral kleine kinderen te schilderen. 
Vanaf 1900 ging Serov over van een impressionistische stijl naar een meer modernistische stijl. Uit deze periode zijn bekend de portretten van de schrijver Maksim Gorki, de actrice Maria Jermolova en de beroemde bas Fjodor Sjaljapin. Uit protest tegen de Bloedige Zondag (9 januari 1905) verliet hij de Academie van Schone Kunsten van Sint-Petersburg. Hij begon daarna vooral historische schilderijen te maken.
Serov was leraar aan de Moskouse School voor Schilderkunst, Beeldhouwkunst en Architectuur van 1897 tot 1909. Hij heeft daar lesgegeven aan onder andere Pavel Koeznetsov, Nikolaj Sapoenov, Koezma Petrov-Vodkin, Nikolaj Oeljanov en Konstantin Joeon. Serov is in Moskou begraven op de Novodevitsji-begraafplaats, dat bij het Novodevitsji-klooster hoort. 

## Galerij

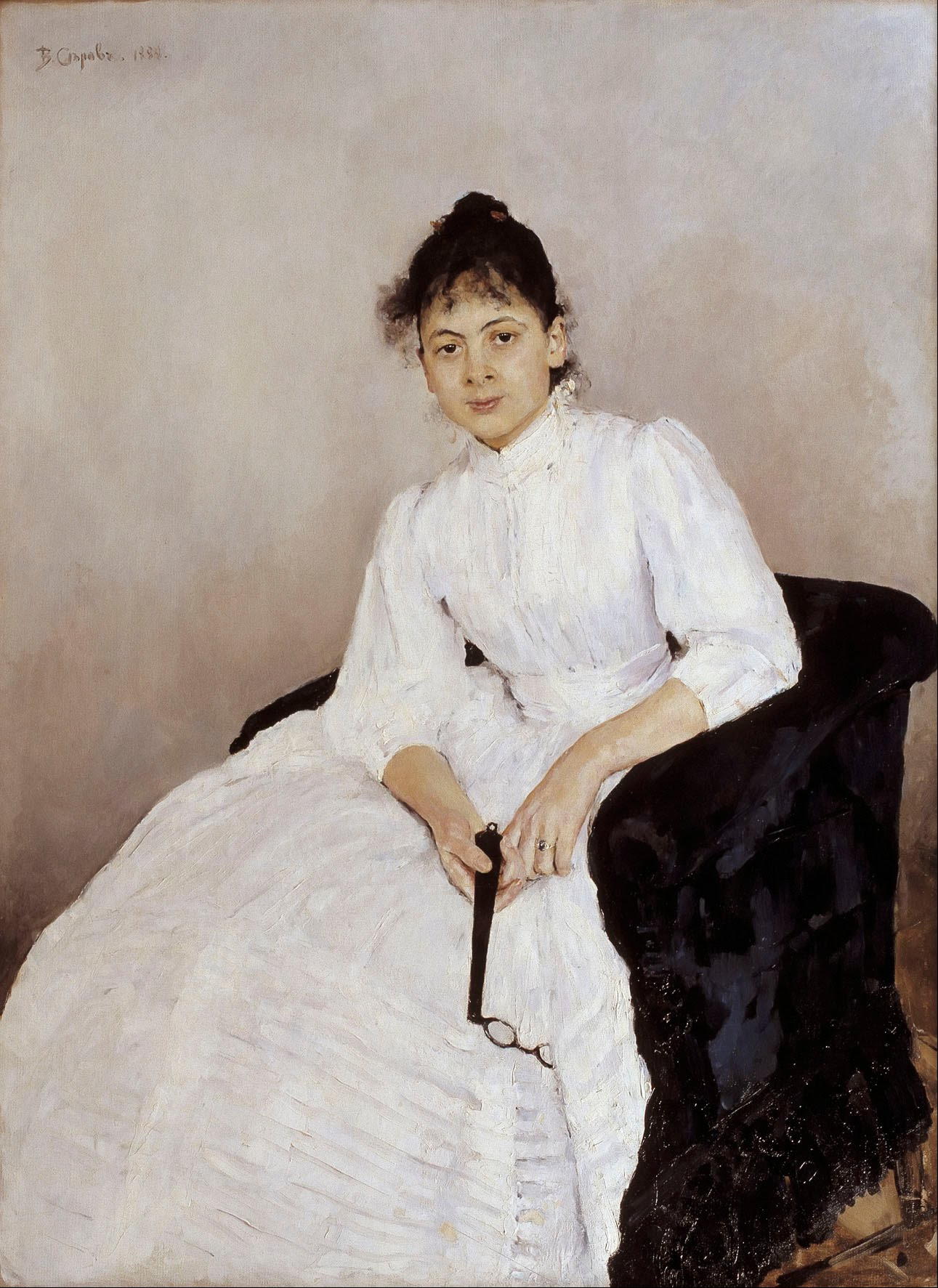
Portret van Maria Jakoentjikova, 1885-88, Malmö Art Museum
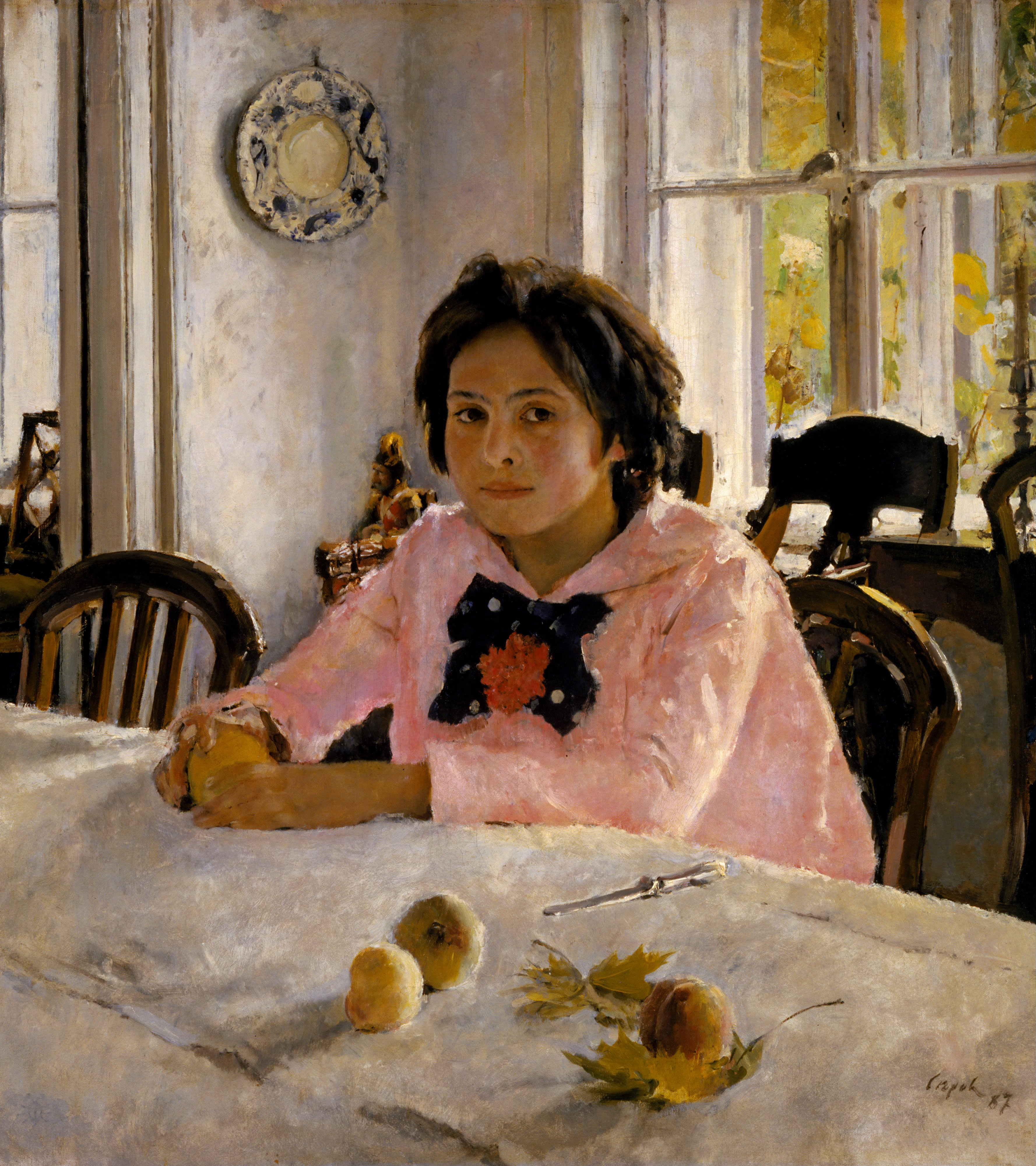
Meisje met de perziken, 1887, Tretjakovgalerij, Moskou
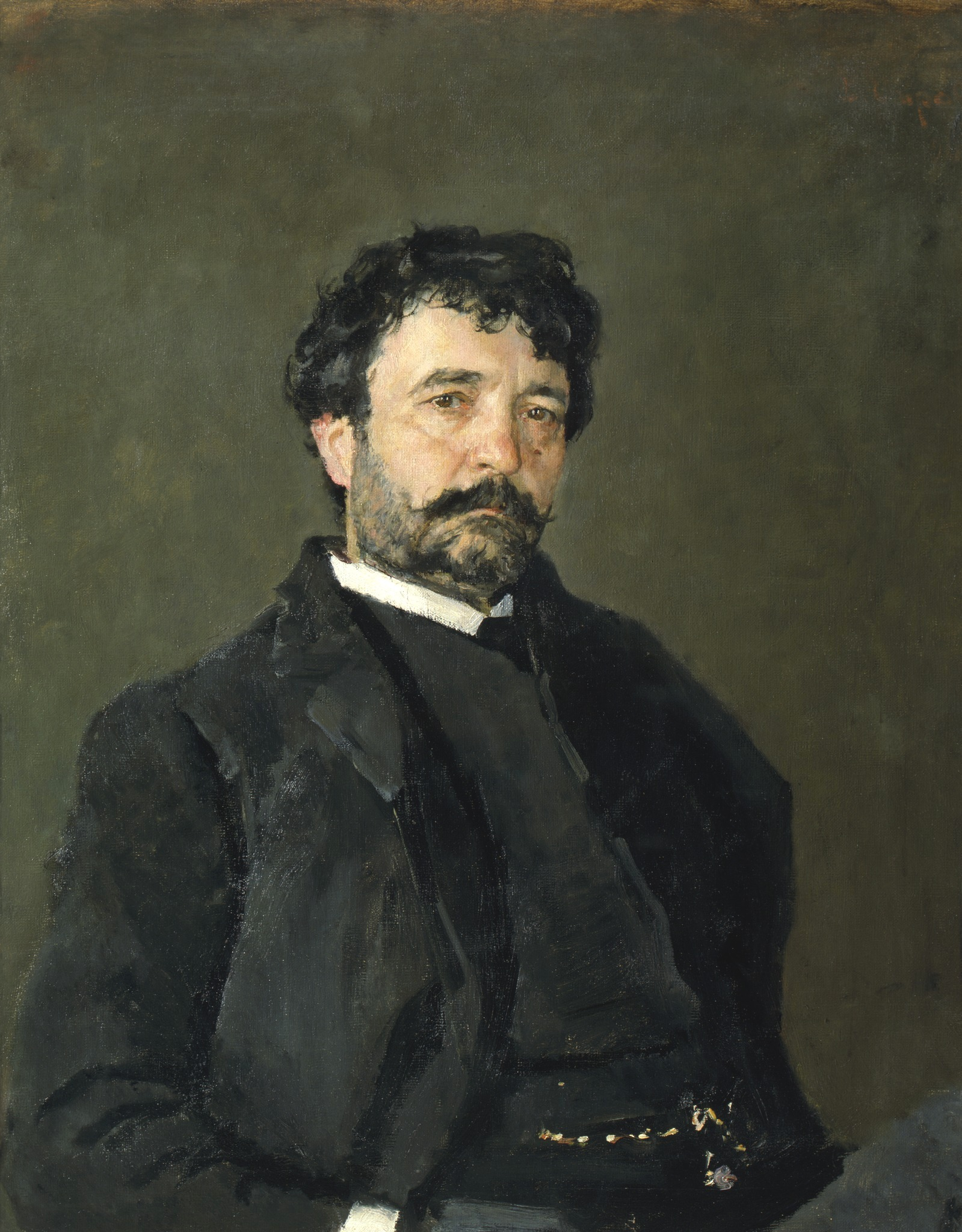
Portret van de Italiaanse zanger Angelo Masini, 1890, Tretjakovgalerij, Moskou
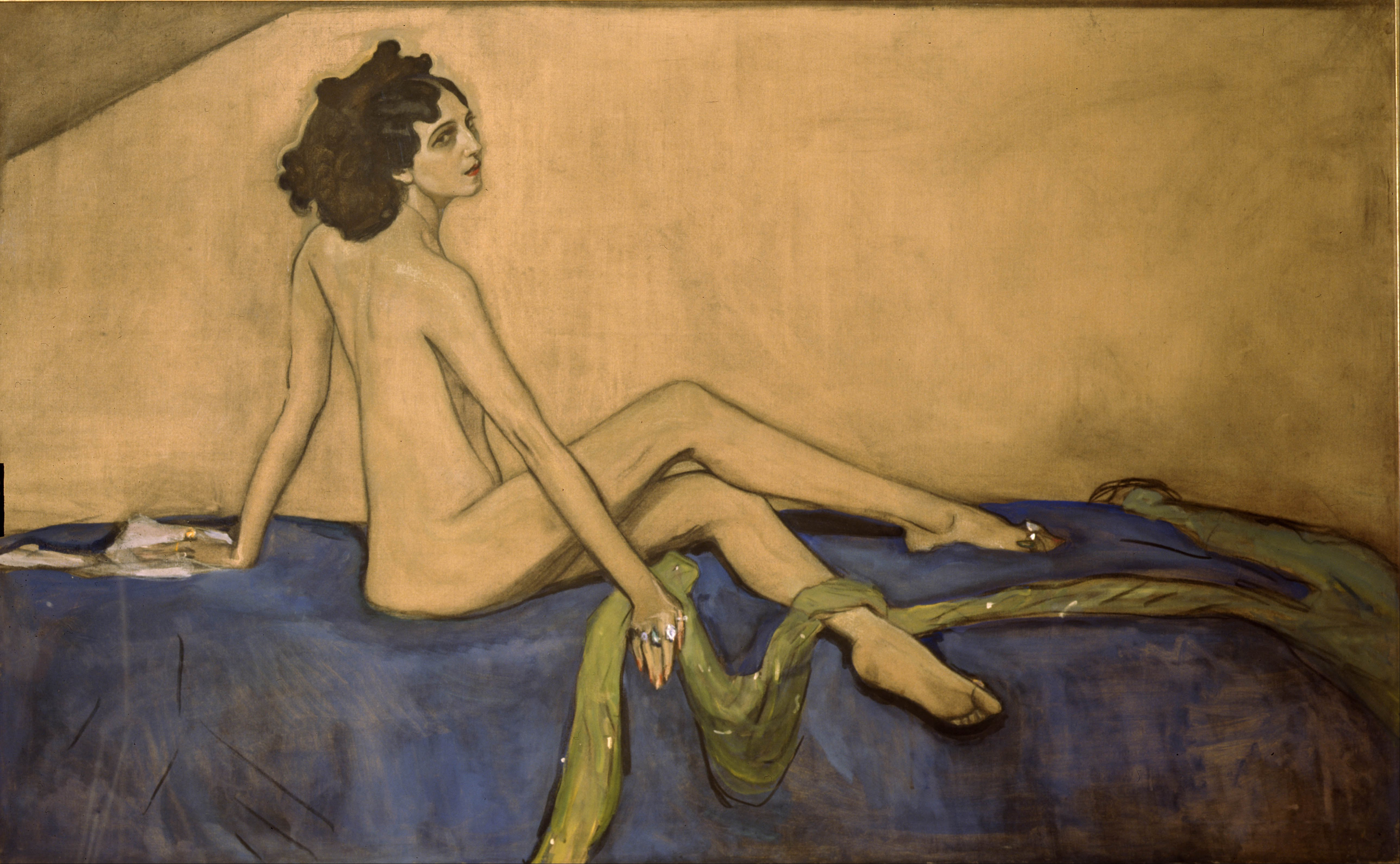
Ida Rubinstein, 1910, Russisch Museum, Sint-Petersburg
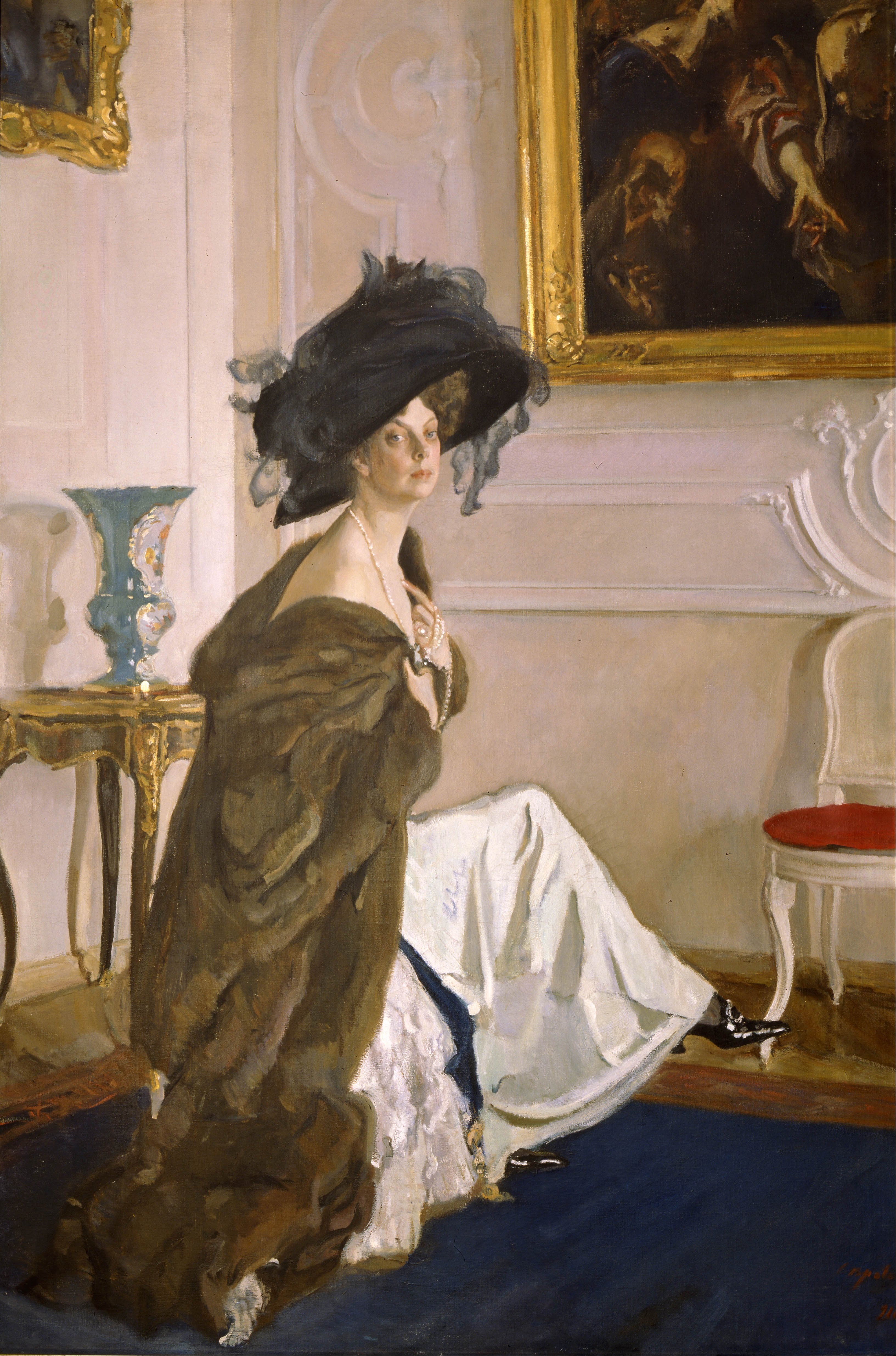
Portret van prinses Orlova, 1911, Russisch Museum, Sint-Petersburg